# Plouédern
Plouédern is een gemeente in het Franse departement Finistère (regio Bretagne). De plaats maakt deel uit van het arrondissement Brest. Plouédern telde op 1 januari 2022 3.062 inwoners.

## Geografie
De oppervlakte van Plouédern bedroeg op 1 januari 2022 19,62 vierkante kilometer; de bevolkingsdichtheid was toen 156,1 inwoners per km².

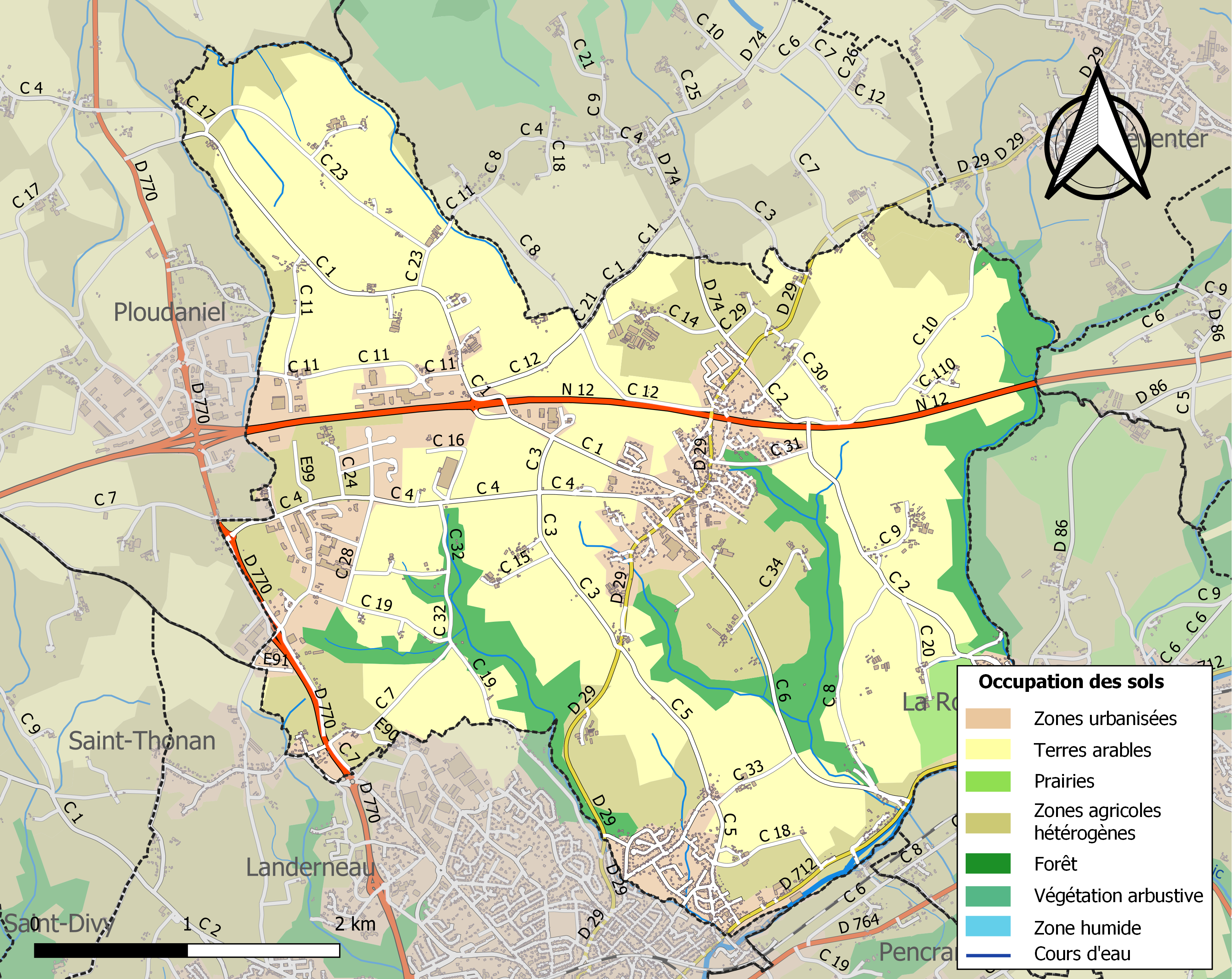
Kaart van de gemeente met belangrijkste infrastructuur, bodemgebruik en omliggende gemeenten

## Demografie
Onderstaande figuur toont het verloop van het inwonertal (bron: INSEE-tellingen).